# Prin-Deyrançon
Prin-Deyrançon – miejscowość i gmina we Francji, w regionie Nowa Akwitania, w departamencie Deux-Sèvres.
Według danych na rok 1990 gminę zamieszkiwało 436 osób, a gęstość zaludnienia wynosiła 27 osób/km² (wśród 1467 gmin regionu Poitou-Charentes Prin-Deyrançon plasuje się na 599. miejscu pod względem liczby ludności, natomiast pod względem powierzchni na miejscu 533.).